# Амут (озеро, Бурятия)
Аму́т — озеро в правобережье верхнего течения реки Баргузин на севере Бурятии, самое чистое и прозрачное озеро в Амутской котловине. Лежит на высоте 1453 м на уровнем моря. Размеры озера — 6,8 на 3,5 км. Площадь поверхности — 10,7 км². Площадь водосбора — 45,5 км². Наибольшая глубина достигает 70 м.
Расположено на территории Джергинского природного заповедника. Из озера вытекает река Амут, соединяющая его с рекой Баргузин. По происхождению Амут — моренно-подпрудное озеро.
В озере водятся следующие виды рыб: хариус, ленок, налим.